# Demi Vance
Demi Vance (* 2. Mai 1991 in Nordirland) ist eine nordirische Fußballspielerin. Sie spielte zuletzt bei den Glasgow Rangers in der Scottish Women’s Premier League und ist derzeit vereinslos. 2008 spielte sie erstmals für die A-Nationalmannschaft.

## Karriere

### Vereine
Demi Vance spielte ab 2007 für Glentoran Belfast, ehe sie von 2014 bis 2017 in Australien für die Northern Redbacks spielte. Anschließend stand sie erneut bei Glentoran Belfast unter Vertrag. Von 2020 bis 2022 spielte sie dann in Schottland für die Glasgow Rangers.

### Nationalmannschaft
Am 16. Februar 2008 kam Vance bei einem Spiel gegen die Spanische Fußballnationalmannschaft der Frauen erstmals für die nordirische Nationalmannschaft zum Einsatz. Sie spielte bei der Qualifikation zur Fußball-Weltmeisterschaft der Frauen 2019 für die Nationalmannschaft und kam bei der Fußball-Europameisterschaft der Frauen 2022 in allen drei Vorrundenspielen zum Einsatz.